# Quatrième district congressionnel du Maryland
Le 4e district congressionnel du Maryland s'étend autour de la limite est de Washington, D.C., englobant la majeure partie du Comté de Prince George et une petite partie du Comté de Montgomery. Il abrite plusieurs banlieues de classe moyenne racialement diverses, notamment College Park, Fort Washington, Greenbelt et Laurel. Avec un revenu médian des ménages de 80 808 $, c'est le district à majorité noire le plus riche des États-Unis.
Comme une grande partie de la Région métropolitaine de Washington, le 4e district est considérablement influencé par l'empreinte du gouvernement fédéral voisin. Plus de 22 % des adultes qui travaillent dans ce district sont employés dans le secteur public. Le Métro de Washington offre un accès facile à la capitale nationale, où de nombreux employés effectuent des trajets quotidiens. Diverses entités gouvernementales siègent également dans le 4e district, notamment le Bureau du Recensement des États-Unis et le Goddard Space Flight Center de la NASA. L'Université du Maryland, College Park, l'établissement public d'enseignement supérieur phare de l'État, est une autre présence majeure.
Pendant une grande partie du XXe siècle, la zone de ce quartier était à prédominance blanche. Mais alors qu'une classe moyenne noire florissante émergeait dans la région et que des lois éliminant la discrimination raciale dans le logement étaient adoptées, de nombreux Afro-Américains ont choisi de quitter Washington pour le Comté de Prince George à la recherche d'une meilleure qualité de vie. Au début des années 1990, le comté était devenu majoritairement noir et aujourd'hui, les électeurs blancs ne représentent que 11 % du 4e district. Cette transformation raciale en a fait l'un des sièges les plus démocrates du pays. En 2022, le Démocrate Glenn Ivey a été élu pour le représenter avec 90,1 % des voix.

## Histoire
Le 4e district du Maryland était l'un des quelque 50 districts du Congrès d'origine. Le 1er Congrès des États-Unis d'Amérique. Lorsqu'il a été organisé en 1788, il couvrait Baltimore, le Comté de Baltimore et le Comté de Harford. Selon le recensement de 1790, le 4e district comptait 53 913 habitants, dont près de 20 % étaient des esclaves.
En 1792, le 4e district a été déplacé vers l'ouest du Maryland, sa limite est étant une ligne nord-sud passant à peu près au milieu du Comté de Frederick, Maryland. Le nouveau district comptait 36 026 habitants, moins de 10 % de la population étant des esclaves. La population du recensement de 1800 était de 38 015 habitants et les limites sont restées inchangées en 1802.

## Géographie
| #  | Comté           | Siège          | Population |
| -- | --------------- | -------------- | ---------- |
| 31 | Montgomery      | Rockville      | 1 058 474  |
| 33 | Prince George's | Upper Marlboro | 947 430    |

### Villes de 10 000 habitants ou plus
- Clinton - 38 760
- Chillum - 36 039
- College Park - 34 740
- Laurel - 30 060
- South Laurel - 29 602
- Landover - 25 998
- Suitland - 25 839
- Fairland - 25 396
- Greenbelt - 24 921
- Camp Springs - 22 734
- Fort Washington - 24 261
- Hyattsville - 21 187
- Beltsville - 20 133
- Langley Park - 20 126
- Seabrook - 19 627
- Oxon Hill - 18 791
- East Riverdale - 18 459
- Glassmanor - 18 430
- Takoma Park - 17 629
- Calverton - 17 316
- Adelphi - 16 823
- Hillcrest Heights - 15 793
- Cloverly - 15 285
- Summerfield - 14 758
- Glenn Dale - 14 698
- Lake Arbor - 14 541
- Accokeek - 13 927
- New Carrollton - 13 715
- Forestville - 12 831
- Walker Mill - 12 187
- Lanham - 11 282
- Mitchellville - 11 136

### Villes de 2 500 à 10 000 habitants
- Coral Hills - 9 997
- Fairwood - 9 983
- Friendly - 9 937
- Bladensburg - 9 657
- Burtonsville - 9 498
- Temple Hills - 8 350
- Mount Rainier - 8 333
- Woodlawn - 7 541
- Glenarden - 6 402
- Silver Hill - 6 381
- Cheverly - 6 170
- Marlow Heights - 6 169
- District Heights - 5 959
- Hillandale - 5 774
- Ashton-Sandy Spring - 5 746
- National Harbor - 5 509
- Springdale - 5 301
- Peppermill Village - 5 264
- Seat Pleasant - 4 522
- West Laurel - 4 428
- Capitol Heights - 4 050
- Brentwood - 3 828
- Berwyn Heights - 3 345
- Konterra - 3 158
- Forest Heights - 2 658

## Historique de vote
| Année | Poste     | Résultats               |
| ----- | --------- | ----------------------- |
| 2000  | Président | Gore 77,0 % - 21 %      |
| 2004  | Président | Kerry 78,0 % - 21,0 %   |
| 2008  | Président | Obama 85,0 % - 14,0 %   |
| 2012  | Président | Obama 78,0 % - 20,0 %   |
| 2016  | Président | Clinton 77,0 % - 19,0 % |
| 2020  | Président | Biden 79,0 % - 19,0 %   |

## Liste des Représentants du district

### 1789 - 1835: Siège Unique
| Membre                          | Parti                 | Années                        | Congrès   | Histoire électorale |
| ------------------------------- | --------------------- | ----------------------------- | --------- | --- |
| District établit le 4 mars 1789 |                       |                               |           | |
| William Smith (en)              | Anti-Administration   | 4 mars 1789 - 3 mars 1791     | 1er       | Élu en 1789. Retrait. |
| Samuel Sterett (en)             | Anti-Administration   | 4 mars 1791 - 3 mars 1793     | 2e        | Élu en 1790. |
| Thomas Sprigg (en)              | Anti-Administration   | 4 mars 1793 - 3 mars 1795     | 3e , 4e   | Élu en 1792. Réélu en 1794. Retrait. |
| Thomas Sprigg (en)              | Républicain-Démocrate | 4 mars 1795 - 3 mars 1797     | 3e , 4e   | Élu en 1792. Réélu en 1794. Retrait. |
| George Baer Jr. (en)            | Fédéraliste           | 4 mars 1797 - 3 mars 1801     | 5e , 6e   | Élu en 1796. Réélu en 1798. Retrait. |
| Daniel Hiester (en)             | Républicain-Démocrate | 4 mars 1801 - 7 mars 1804     | 7e , 8e   | Élu en 1801. Réélu en 1803. Décès. |
| Vacant                          | Vacant                | 7 mars 1804 - 6 novembre 1804 | 8e        | |
| Roger Nelson (en)               | Républicain-Démocrate | 6 novembre 1804 - 14 mai 1810 | 8e - 11e  | Élu pour terminer le mandat de Hiester. Réélu en 1806. Réélu en 1808. Démissionne pour devenir Juge Assesseur de la Cour de Circuit du 5e district du Maryland. |
| Vacant                          | Vacant                | 14 mai 1810 - 15 octobre 1810 | 11e       | |
| Samuel Ringgold                 | Républicain-Démocrate | 15 octobre 1810 - 3 mars 1815 | 11e - 13e | Élu pour terminer le mandat de Nelson. Réélu en 1812. Perd sa réélection.                                                                                       |
| George Baer Jr. (en)            | Fédéraliste           | 4 mars 1815 - 3 mars 1817     | 14e       | Élu en 1814. Retrait. |
| Samuel Ringgold                 | Républicain-Démocrate | 4 mars 1817 - 3 mars 1821     | 15e , 16e | Élu en 1816. Retrait. |
| John Nelson                     | Républicain-Démocrate | 4 mars 1821 - 3 mars 1823     | 17e       | Élu en 1820. Retrait. |
| John Lee (en)                   | Fédéraliste           | 4 mars 1823 - 3 mars 1825     | 18e       | Élu en 1822. Perd sa réélection. |
| Thomas C. Worthington (en)      | Anti-Jacksonien       | 4 mars 1825 - 3 mars 1827     | 19e       | Élu en 1824. Retrait. |
| Michael Sprigg (en)             | Jacksonien (en)       | 4 mars 1827 - 3 mars 1831     | 20e , 21e | Élu en 1826. Réélu en 1829. Perd sa réélection. |
| Francis Thomas (en)             | Jacksonien (en)       | 4 mars 1831 - 3 mars 1833     | 22e       | Élu en 1831. Redécoupage vers le 7e district. |
| James P. Heath (en)             | Jacksonien (en)       | 4 mars 1833 - 3 mars 1835     | 23e       | Élu en 1833. |

### 1835 - 1843: Deux Sièges
| Années                         | Congrès | Siège A                   | Siège A         | Siège A                    |                     | Siège B         | Siège B                                                    | Siège B |
| Années                         | Congrès | Membre                    | Parti           | Histoire électorale        | Membre              | Parti           | Histoire électorale                                        |         |
| 4 mars 1835 - 3 mars 1837      | 24e     | Benjamin Chew Howard (en) | Jacksonien (en) | Élu en 1835. Réélu en 1837 | Isaac McKim (en)    | Jacksonien (en) | Redécoupage depuis le 5e district et réélu en 1835. Décès. |         |
| 3 mars 1837 - 1er avril 1838   | 25e     | Benjamin Chew Howard (en) | Démocrate       | Élu en 1835. Réélu en 1837 | Isaac McKim (en)    | Démocrate       | Redécoupage depuis le 5e district et réélu en 1835. Décès. |         |
| 1er avril 1838 - 25 avril 1838 | 25e     | Benjamin Chew Howard (en) | Démocrate       | Élu en 1835. Réélu en 1837 | Vacant              | Vacant          | Vacant                                                     |         |
| 25 avril 1838 - 3 mars 1839    | 25e     | Benjamin Chew Howard (en) | Démocrate       | Élu en 1835. Réélu en 1837 | John P. Kennedy     | Whig            | Élu pour terminer le mandat de McKim.                      |         |
| 4 mars 1839 - 3 mars 1841      | 26e     | James Carroll (en)        | Démocrate       | Élu en 1839.               | Soloman Hillen (en) | Démocrate       | Élu en 1839.                                               |         |
| 4 mars 1841 - 3 mars 1843      | 27e     | Alexander Randall         | Whig            | Élu en 1841.               | John P. Kennedy     | Whig            | Élu en 1841.                                               |         |

### 1843 - Présent: Siège Unique
| Membre                       | Parti                         | Années                           | Congrès     | Histoire électorale | Zone géographique |
| ---------------------------- | ----------------------------- | -------------------------------- | ----------- | --- | ----------------- |
| John P. Kennedy              | Whig                          | 4 mars 1843 - 3 mars 1845        | 28e         | Élu en 1844. |                   |
| William Feel Giles           | Démocrate                     | 4 mars 1845 - 3 mars 1847        | 29e         | Élu en 1845. |                   |
| Robert Milligan McLane       | Démocrate                     | 4 mars 1847 - 3 mars 1851        | 30e , 31e   | Élu en 1847. Réélu en 1849. |                   |
| Thomas Yates Walsh (en)      | Whig                          | 4 mars 1851 - 3 mars 1853        | 32e         | Élu en 1851. |                   |
| William Thomas Hamilton (en) | Démocrate                     | 4 mars 1853 - 3 mars 1855        | 33e         | Redécoupage depuis le 2e district et réélu en 1853. |                   |
| Henry Winter Davis (en)      | Know Nothing                  | 4 mars 1855 - 3 mars 1861        | 34e - 36e   | Élu en 1855. Réélu en 1857. Réélu en 1859. |                   |
| Henry May (en)               | Unioniste                     | 4 mars 1861 - 3 mars 1863        | 37e         | Élu en 1861. |                   |
| Francis Thomas (en)          | Unioniste Inconditionnel (en) | 4 mars 1863 - 3 mars 1867        | 38e - 40e   | Redécoupage depuis le 5e district et réélu en 1863. Réélu en 1864. Réélu en 1866. |                   |
| Francis Thomas (en)          | Républicain                   | 4 mars 1867 - 3 mars 1869        | 38e - 40e   | Redécoupage depuis le 5e district et réélu en 1863. Réélu en 1864. Réélu en 1866. |                   |
| Patrick Hamill (en)          | Démocrate                     | 4 mars 1869 - 3 mars 1871        | 41e         | Élu en 1868. |                   |
| John Ritchie (en)            | Démocrate                     | 4 mars 1871 - 3 mars 1873        | 42e         | Élu en 1870. |                   |
| Thomas Swann                 | Démocrate                     | 4 mars 1873 - 3 mars 1879        | 43e - 45e   | Redécoupage depuis le 3e district et réélu en 1872. Réélu en 1874. Réélu en 1876. |                   |
| Robert Milligan McLane       | Démocrate                     | 4 mars 1879 - 3 mars 1883        | 46e , 47e   | Élu en 1878. Réélu en 1880. |                   |
| John Van Lear Findlay (en)   | Démocrate                     | 4 mars 1883 - 3 mars 1887        | 48e , 49e   | Élu en 1882. Réélu en 1884. |                   |
| Isidor Rayner (en)           | Démocrate                     | 4 mars 1887 - 3 mars 1889        | 50e         | Élu en 1886. |                   |
| Henry Stockbridge Jr. (en)   | Républicain                   | 4 mars 1889 - 3 mars 1891        | 51e         | Élu en 1888. |                   |
| Isidor Rayner (en)           | Démocrate                     | 4 mars 1891 - 3 mars 1895        | 52e , 53e   | Élu en 1890. Réélu en 1892. |                   |
| John Kissig Cowen (en)       | Démocrate                     | 4 mars 1895 - 3 mars 1897        | 54e         | Élu en 1894. |                   |
| William Watson McIntire (en) | Républicain                   | 4 mars 1897 - 3 mars 1899        | 55e         | Élu en 1896. |                   |
| James William Denny (en)     | Démocrate                     | 4 mars 1899 - 3 mars 1901        | 56e         | Élu en 1898. |                   |
| Charles Reginald Schirm (en) | Républicain                   | 4 mars 1901 - 3 mars 1903        | 57e         | Élu en 1900. |                   |
| James William Denny (en)     | Démocrate                     | 4 mars 1903 - 3 mars 1905        | 58e         | Élu en 1902. |                   |
| John Gill Jr. (en)           | Démocrate                     | 4 mars 1905 - 3 mars 1911        | 59e - 61e   | Élu en 1904. Réélu en 1906. Réélu en 1908. |                   |
| John Charles Linthicum (en)  | Démocrate                     | 4 mars 1911 - 5 octobre 1932     | 62e - 72e   | Élu en 1910. Réélu en 1912. Réélu en 1914. Réélu en 1916. Réélu en 1918. Réélu en 1920. Réélu en 1922. Réélu en 1924. Réélu en 1926. Réélu en 1928. Réélu en 1930. Décès.                        |                   |
| Vacant                       | Vacant                        | 5 octobre 1932 - 8 novembre 1932 | 72e         | |                   |
| Ambrose Jerome Kennedy (en)  | Démocrate                     | 8 novembre 1932 - 3 janvier 1941 | 72e - 76e   | Élu pour terminer le mandat de Linthicum. Réélu en 1932. Réélu en 1934. Réélu en 1936. Réélu en 1938.                                                                                            |                   |
| John Ambrose Meyer (en)      | Démocrate                     | 3 janvier 1941 - 3 janvier 1943  | 77e         | Élu en 1940. |                   |
| Daniel Ellison (en)          | Républicain                   | 3 janvier 1943 - 3 janvier 1945  | 78e         | Élu en 1942. |                   |
| George Hyde Fallon (en)      | Démocrate                     | 3 janvier 1945 - 3 janvier 1971  | 79e - 91e   | Élu en 1944. Réélu en 1946. Réélu en 1948. Réélu en 1950. Réélu en 1952. Réélu en 1954. Réélu en 1956. Réélu en 1958. Réélu en 1960. Réélu en 1962. Réélu en 1964. Réélu en 1966. Réélu en 1968. |                   |
| Paul Sarbanes                | Démocrate                     | 3 janvier 1971 - 3 janvier 1973  | 92e         | Élu en 1970. Redécoupage vers le 3e district. |                   |
| Majorie Holt (en)            | Républicain                   | 3 janvier 1973 - 3 janvier 1987  | 93e - 99e   | Élue en 1972. Réélue en 1974. Réélue en 1976. Réélue en 1978. Réélue en 1980. Réélue en 1982. Réélue en 1984.                                                                                    |                   |
| Tom McMillen                 | Démocrate                     | 3 janvier 1987 - 3 janvier 1993  | 100e - 102e | Élu en 1986. Réélu en 1988. Réélu en 1990. |                   |
| Albert Wynn (en)             | Démocrate                     | 3 janvier 1993 - 31 mai 2008     | 103e - 110e | Élu en 1992. Réélu en 1994. Réélu en 1996. Réélu en 1998. Réélu en 2000. Réélu en 2002. Réélu en 2004. Perd sa renomination.                                                                     | 1993–2003         |
| Albert Wynn (en)             | Démocrate                     | 3 janvier 1993 - 31 mai 2008     | 103e - 110e | Élu en 1992. Réélu en 1994. Réélu en 1996. Réélu en 1998. Réélu en 2000. Réélu en 2002. Réélu en 2004. Perd sa renomination.                                                                     | 2003–2013         |
| Vacant                       | Vacant                        | 31 mai 2008 - 17 juin 2008       | 110e        | |                   |
| Donna Edwards                | Démocrate                     | 17 juin 2008 - 3 janvier 2017    | 110e - 114e | Élue pour terminer le mandat de Wynn. Réélue en 2008. Réélue en 2010. Réélue en 2012. Réélue en 2014. Retrait pour se présenter comme Sénatrice des États-Unis                                   |                   |
| Donna Edwards                | Démocrate                     | 17 juin 2008 - 3 janvier 2017    | 110e - 114e | Élue pour terminer le mandat de Wynn. Réélue en 2008. Réélue en 2010. Réélue en 2012. Réélue en 2014. Retrait pour se présenter comme Sénatrice des États-Unis                                   | 2013–2023         |
| Anthony Brown                | Démocrate                     | 3 janvier 2017 - 3 janvier 2023  | 115e - 117e | Élu en 2016. Réélu en 2018. Réélu en 2020. Retrait pour se présenter comme Ministre de la Justice du Maryland.                                                                                   |                   |
| Glenn Ivey                   | Démocrate                     | 3 janvier 2023 - Présent         | 118e        | Élu en 2022. | 2023–Présent      |

## Résultats des récentes élections
Voici les résultats des dix précédents cycles électoraux dans le district.

### 2004
| Élection de 2004 du 4e district congressionnel du Maryland | Élection de 2004 du 4e district congressionnel du Maryland | Élection de 2004 du 4e district congressionnel du Maryland | Élection de 2004 du 4e district congressionnel du Maryland | Élection de 2004 du 4e district congressionnel du Maryland |
| ---------------------------------------------------------- | ---------------------------------------------------------- | ---------------------------------------------------------- | ---------------------------------------------------------- | ---------------------------------------------------------- |
| Parti                                                      | Parti                                                      | Candidat                                                   | Votes                                                      | %                                                          |
|                                                            | Démocrate                                                  | Albert Wynn (en) (sortant)                                 | 196 809                                                    | 75,23                                                      |
|                                                            | Républicain                                                | John McKinnis                                              | 52 907                                                     | 20,22                                                      |
|                                                            | Vert                                                       | Theresa Mitchell Dudley                                    | 11 885                                                     | 4,54                                                       |
|                                                            | Write-In                                                   | Write-In                                                   | 6                                                          | 0,01                                                       |
| Total des votes                                            | Total des votes                                            | Total des votes                                            | 261 607                                                    | 100 %                                                      |
|                                                            | Les Démocrates conservent                                  |                                                            |                                                            |                                                            |

### 2006
| Élection de 2006 du 4e district congressionnel du Maryland | Élection de 2006 du 4e district congressionnel du Maryland | Élection de 2006 du 4e district congressionnel du Maryland | Élection de 2006 du 4e district congressionnel du Maryland | Élection de 2006 du 4e district congressionnel du Maryland |
| ---------------------------------------------------------- | ---------------------------------------------------------- | ---------------------------------------------------------- | ---------------------------------------------------------- | ---------------------------------------------------------- |
| Parti                                                      | Parti                                                      | Candidat                                                   | Votes                                                      | %                                                          |
|                                                            | Démocrate                                                  | Albert Wynn (en) (sortant)                                 | 141 897                                                    | 80,67                                                      |
|                                                            | Républicain                                                | Michael Moshe Starkman                                     | 32 792                                                     | 18,64                                                      |
|                                                            | Write-In                                                   | Write-In                                                   | 1 214                                                      | 0,69                                                       |
| Total des votes                                            | Total des votes                                            | Total des votes                                            | 175 903                                                    | 100 %                                                      |
|                                                            | Les Démocrates conservent                                  |                                                            |                                                            |                                                            |

### 2008 (Spéciale)
| Élection Spéciale de 2008 du 4e district congressionnel du Maryland | Élection Spéciale de 2008 du 4e district congressionnel du Maryland | Élection Spéciale de 2008 du 4e district congressionnel du Maryland | Élection Spéciale de 2008 du 4e district congressionnel du Maryland | Élection Spéciale de 2008 du 4e district congressionnel du Maryland |
| ------------------------------------------------------------------- | ------------------------------------------------------------------- | ------------------------------------------------------------------- | ------------------------------------------------------------------- | ------------------------------------------------------------------- |
| Parti                                                               | Parti                                                               | Candidat                                                            | Votes                                                               | %                                                                   |
|                                                                     | Démocrate                                                           | Donna Edwards                                                       | 16 481                                                              | 80,54                                                               |
|                                                                     | Républicain                                                         | Peter James                                                         | 3 638                                                               | 17,78                                                               |
|                                                                     | Libertarien                                                         | Thibeaux Lincecum                                                   | 216                                                                 | 1,06                                                                |
|                                                                     | Write-In                                                            | Write-In                                                            | 127                                                                 | 0,62                                                                |
| Total des votes                                                     | Total des votes                                                     | Total des votes                                                     | 20 462                                                              | 100 %                                                               |
|                                                                     | Les Démocrates conservent                                           |                                                                     |                                                                     |                                                                     |

### 2008 (Régulière)
| Élection de 2008 du 4e district congressionnel du Maryland | Élection de 2008 du 4e district congressionnel du Maryland | Élection de 2008 du 4e district congressionnel du Maryland | Élection de 2008 du 4e district congressionnel du Maryland | Élection de 2008 du 4e district congressionnel du Maryland |
| ---------------------------------------------------------- | ---------------------------------------------------------- | ---------------------------------------------------------- | ---------------------------------------------------------- | ---------------------------------------------------------- |
| Parti                                                      | Parti                                                      | Candidat                                                   | Votes                                                      | %                                                          |
|                                                            | Démocrate                                                  | Donna Edwards (sortante)                                   | 258 704                                                    | 85,83                                                      |
|                                                            | Républicain                                                | Peter James                                                | 38 739                                                     | 12,85                                                      |
|                                                            | Libertarien                                                | Thibeaux Lincecum                                          | 3 384                                                      | 1,12                                                       |
|                                                            | Write-In                                                   | Write-In                                                   | 604                                                        | 0,20                                                       |
| Total des votes                                            | Total des votes                                            | Total des votes                                            | 301 431                                                    | 100 %                                                      |
|                                                            | Les Démocrates conservent                                  |                                                            |                                                            |                                                            |

### 2010
| Élection de 2010 du 4e district congressionnel du Maryland | Élection de 2010 du 4e district congressionnel du Maryland | Élection de 2010 du 4e district congressionnel du Maryland | Élection de 2010 du 4e district congressionnel du Maryland | Élection de 2010 du 4e district congressionnel du Maryland |
| ---------------------------------------------------------- | ---------------------------------------------------------- | ---------------------------------------------------------- | ---------------------------------------------------------- | ---------------------------------------------------------- |
| Parti                                                      | Parti                                                      | Candidat                                                   | Votes                                                      | %                                                          |
|                                                            | Démocrate                                                  | Donna Edwards (sortante)                                   | 160 228                                                    | 83,44                                                      |
|                                                            | Républicain                                                | Robert Broadus                                             | 31 467                                                     | 16,39                                                      |
|                                                            | Write-In                                                   | Write-In                                                   | 325                                                        | 0,17                                                       |
| Total des votes                                            | Total des votes                                            | Total des votes                                            | 192 020                                                    | 100 %                                                      |
|                                                            | Les Démocrates conservent                                  |                                                            |                                                            |                                                            |

### 2012
| Élection de 2012 du 4e district congressionnel du Maryland | Élection de 2012 du 4e district congressionnel du Maryland | Élection de 2012 du 4e district congressionnel du Maryland | Élection de 2012 du 4e district congressionnel du Maryland | Élection de 2012 du 4e district congressionnel du Maryland |
| ---------------------------------------------------------- | ---------------------------------------------------------- | ---------------------------------------------------------- | ---------------------------------------------------------- | ---------------------------------------------------------- |
| Parti                                                      | Parti                                                      | Candidat                                                   | Votes                                                      | %                                                          |
|                                                            | Démocrate                                                  | Donna Edwards (sortante)                                   | 240 385                                                    | 77,17                                                      |
|                                                            | Républicain                                                | Faith M. Loudon                                            | 64 560                                                     | 20,72                                                      |
|                                                            | Libertarien                                                | Scott Soffen                                               | 6 204                                                      | 1,99                                                       |
|                                                            | Write-In                                                   | Write-In                                                   | 363                                                        | 0,12                                                       |
| Total des votes                                            | Total des votes                                            | Total des votes                                            | 311 512                                                    | 100 %                                                      |
|                                                            | Les Démocrates conservent                                  |                                                            |                                                            |                                                            |

### 2014
| Élection de 2014 du 4e district congressionnel du Maryland | Élection de 2014 du 4e district congressionnel du Maryland | Élection de 2014 du 4e district congressionnel du Maryland | Élection de 2014 du 4e district congressionnel du Maryland | Élection de 2014 du 4e district congressionnel du Maryland |
| ---------------------------------------------------------- | ---------------------------------------------------------- | ---------------------------------------------------------- | ---------------------------------------------------------- | ---------------------------------------------------------- |
| Parti                                                      | Parti                                                      | Candidat                                                   | Votes                                                      | %                                                          |
|                                                            | Démocrate                                                  | Donna Edwards (sortante)                                   | 134 628                                                    | 70,18                                                      |
|                                                            | Républicain                                                | Nancy Hoyt                                                 | 54 217                                                     | 28,26                                                      |
|                                                            | Libertarien                                                | Arvin Vohra                                                | 2 795                                                      | 1,46                                                       |
|                                                            | Write-In                                                   | Write-In                                                   | 197                                                        | 0,10                                                       |
| Total des votes                                            | Total des votes                                            | Total des votes                                            | 191 837                                                    | 100 %                                                      |
|                                                            | Les Démocrates conservent                                  |                                                            |                                                            |                                                            |

### 2016
| Élection de 2016 du 4e district congressionnel du Maryland | Élection de 2016 du 4e district congressionnel du Maryland | Élection de 2016 du 4e district congressionnel du Maryland | Élection de 2016 du 4e district congressionnel du Maryland | Élection de 2016 du 4e district congressionnel du Maryland |
| ---------------------------------------------------------- | ---------------------------------------------------------- | ---------------------------------------------------------- | ---------------------------------------------------------- | ---------------------------------------------------------- |
| Parti                                                      | Parti                                                      | Candidat                                                   | Votes                                                      | %                                                          |
|                                                            | Démocrate                                                  | Anthony Brown                                              | 237 501                                                    | 74,1                                                       |
|                                                            | Républicain                                                | George McDermott                                           | 68 670                                                     | 21,4                                                       |
|                                                            | Vert                                                       | Kamesha T. Clark                                           | 8 204                                                      | 2,6                                                        |
|                                                            | Libertarien                                                | Benjamin Lee Krause                                        | 5 744                                                      | 1,8                                                        |
|                                                            | Write-In                                                   | Write-In                                                   | 531                                                        | 0,2                                                        |
| Total des votes                                            | Total des votes                                            | Total des votes                                            | 320 650                                                    | 100 %                                                      |
|                                                            | Les Démocrates conservent                                  |                                                            |                                                            |                                                            |

### 2018
| Élection de 2018 du 4e district congressionnel du Maryland | Élection de 2018 du 4e district congressionnel du Maryland | Élection de 2018 du 4e district congressionnel du Maryland | Élection de 2018 du 4e district congressionnel du Maryland | Élection de 2018 du 4e district congressionnel du Maryland |
| ---------------------------------------------------------- | ---------------------------------------------------------- | ---------------------------------------------------------- | ---------------------------------------------------------- | ---------------------------------------------------------- |
| Parti                                                      | Parti                                                      | Candidat                                                   | Votes                                                      | %                                                          |
|                                                            | Démocrate                                                  | Anthony Brown (sortant)                                    | 209 642                                                    | 78,1                                                       |
|                                                            | Républicain                                                | George McDermott                                           | 53 327                                                     | 19,9                                                       |
|                                                            | Libertarien                                                | Dave Bishop                                                | 5 326                                                      | 2,0                                                        |
|                                                            | Write-In                                                   | Write-In                                                   | 288                                                        | 0,1                                                        |
| Total des votes                                            | Total des votes                                            | Total des votes                                            | 268 583                                                    | 100 %                                                      |
|                                                            | Les Démocrates conservent                                  |                                                            |                                                            |                                                            |

### 2020
| Élection de 2020 du 4e district congressionnel du Maryland | Élection de 2020 du 4e district congressionnel du Maryland | Élection de 2020 du 4e district congressionnel du Maryland | Élection de 2020 du 4e district congressionnel du Maryland | Élection de 2020 du 4e district congressionnel du Maryland |
| ---------------------------------------------------------- | ---------------------------------------------------------- | ---------------------------------------------------------- | ---------------------------------------------------------- | ---------------------------------------------------------- |
| Parti                                                      | Parti                                                      | Candidat                                                   | Votes                                                      | %                                                          |
|                                                            | Démocrate                                                  | Anthony Brown (sortant)                                    | 282 119                                                    | 79,6                                                       |
|                                                            | Républicain                                                | George McDermott                                           | 71 671                                                     | 20,2                                                       |
|                                                            | Write-In                                                   | Write-In                                                   | 739                                                        | 0,2                                                        |
| Total des votes                                            | Total des votes                                            | Total des votes                                            | 354 529                                                    | 100 %                                                      |
|                                                            | Les Démocrates conservent                                  |                                                            |                                                            |                                                            |

### 2022
| Primaire Démocrate de 2022 du 4e district congressionnel du Maryland | Primaire Démocrate de 2022 du 4e district congressionnel du Maryland | Primaire Démocrate de 2022 du 4e district congressionnel du Maryland | Primaire Démocrate de 2022 du 4e district congressionnel du Maryland | Primaire Démocrate de 2022 du 4e district congressionnel du Maryland |
| -------------------------------------------------------------------- | -------------------------------------------------------------------- | -------------------------------------------------------------------- | -------------------------------------------------------------------- | -------------------------------------------------------------------- |
| Parti                                                                | Parti                                                                | Candidat                                                             | Votes                                                                | %                                                                    |
|                                                                      | Démocrate                                                            | Glenn Ivey                                                           | 42 791                                                               | 51,8                                                                 |
|                                                                      | Démocrate                                                            | Donna Edwards                                                        | 29 114                                                               | 35,2                                                                 |
|                                                                      | Démocrate                                                            | Angela Angel                                                         | 4 678                                                                | 5,7                                                                  |
|                                                                      | Démocrate                                                            | Tammy Allison                                                        | 1 726                                                                | 2,1                                                                  |
|                                                                      | Démocrate                                                            | Kim Shelton                                                          | 1 354                                                                | 1,6                                                                  |
|                                                                      | Démocrate                                                            | Greg Holmes                                                          | 1 024                                                                | 1,2                                                                  |
|                                                                      | Démocrate                                                            | James Curtis                                                         | 763                                                                  | 0,9                                                                  |
|                                                                      | Démocrate                                                            | Matthew Fogg                                                         | 663                                                                  | 0,8                                                                  |
|                                                                      | Démocrate                                                            | Robert McGhee                                                        | 549                                                                  | 0,7                                                                  |

| Primaire Républicaine de 2022 du 4e district congressionnel du Maryland | Primaire Républicaine de 2022 du 4e district congressionnel du Maryland | Primaire Républicaine de 2022 du 4e district congressionnel du Maryland | Primaire Républicaine de 2022 du 4e district congressionnel du Maryland | Primaire Républicaine de 2022 du 4e district congressionnel du Maryland |
| ----------------------------------------------------------------------- | ----------------------------------------------------------------------- | ----------------------------------------------------------------------- | ----------------------------------------------------------------------- | ----------------------------------------------------------------------- |
| Parti                                                                   | Parti                                                                   | Candidat                                                                | Votes                                                                   | %                                                                       |
|                                                                         | Républicain                                                             | Jeff Warner                                                             | 2 414                                                                   | 58,7                                                                    |
|                                                                         | Républicain                                                             | George McDemott                                                         | 1 091                                                                   | 26,5                                                                    |
|                                                                         | Républicain                                                             | Eric Loeb                                                               | 607                                                                     | 14,8                                                                    |

| Élection de 2022 du 4e district congressionnel du Maryland | Élection de 2022 du 4e district congressionnel du Maryland | Élection de 2022 du 4e district congressionnel du Maryland | Élection de 2022 du 4e district congressionnel du Maryland | Élection de 2022 du 4e district congressionnel du Maryland |
| ---------------------------------------------------------- | ---------------------------------------------------------- | ---------------------------------------------------------- | ---------------------------------------------------------- | ---------------------------------------------------------- |
| Parti                                                      | Parti                                                      | Candidat                                                   | Votes                                                      | %                                                          |
|                                                            | Démocrate                                                  | Glenn Ivey                                                 | 144 168                                                    | 90,1                                                       |
|                                                            | Républicain                                                | Jeff Warner                                                | 15 441                                                     | 9,7                                                        |
|                                                            | Write-In                                                   | Write-In                                                   | 400                                                        | 0,2                                                        |
| Total des votes                                            | Total des votes                                            | Total des votes                                            | 160 009                                                    | 100 %                                                      |
|                                                            | Les Démocrates conservent                                  |                                                            |                                                            |                                                            |

### 2024
| Primaire Démocrate de 2024 du 4e district congressionnel du Maryland | Primaire Démocrate de 2024 du 4e district congressionnel du Maryland | Primaire Démocrate de 2024 du 4e district congressionnel du Maryland | Primaire Démocrate de 2024 du 4e district congressionnel du Maryland | Primaire Démocrate de 2024 du 4e district congressionnel du Maryland |
| -------------------------------------------------------------------- | -------------------------------------------------------------------- | -------------------------------------------------------------------- | -------------------------------------------------------------------- | -------------------------------------------------------------------- |
| Parti                                                                | Parti                                                                | Candidat                                                             | Votes                                                                | %                                                                    |
|                                                                      | Démocrate                                                            | Glenn Ivey (sortant)                                                 | 66 659                                                               | 84,9                                                                 |
|                                                                      | Démocrate                                                            | Gabriel Njinimbot                                                    | 4366                                                                 | 5,5                                                                  |
|                                                                      | Démocrate                                                            | Emmett Johnson                                                       | 4 678                                                                | 4,9                                                                  |
|                                                                      | Démocrate                                                            | Joseph Gomes                                                         | 3673                                                                 | 4,7                                                                  |

| Primaire Républicaine de 2024 du 4e district congressionnel du Maryland | Primaire Républicaine de 2024 du 4e district congressionnel du Maryland | Primaire Républicaine de 2024 du 4e district congressionnel du Maryland | Primaire Républicaine de 2024 du 4e district congressionnel du Maryland | Primaire Républicaine de 2024 du 4e district congressionnel du Maryland |
| ----------------------------------------------------------------------- | ----------------------------------------------------------------------- | ----------------------------------------------------------------------- | ----------------------------------------------------------------------- | ----------------------------------------------------------------------- |
| Parti                                                                   | Parti                                                                   | Candidat                                                                | Votes                                                                   | %                                                                       |
|                                                                         | Républicain                                                             | George McDemott                                                         | 3563                                                                    | 100%                                                                    |

| Élection de 2024 du 4e district congressionnel du Maryland | Élection de 2024 du 4e district congressionnel du Maryland | Élection de 2024 du 4e district congressionnel du Maryland | Élection de 2024 du 4e district congressionnel du Maryland | Élection de 2024 du 4e district congressionnel du Maryland |
| ---------------------------------------------------------- | ---------------------------------------------------------- | ---------------------------------------------------------- | ---------------------------------------------------------- | ---------------------------------------------------------- |
| Parti                                                      | Parti                                                      | Candidat                                                   | Votes                                                      | %                                                          |
|                                                            | Démocrate                                                  | Glenn Ivey (sortant)                                       | 239 596                                                    | 88,4                                                       |
|                                                            | Républicain                                                | George McDemott                                            | 30 454                                                     | 11,2                                                       |
|                                                            | Write-In                                                   | Write-In                                                   | 920                                                        | 0,3                                                        |
| Total des votes                                            | Total des votes                                            | Total des votes                                            | 270 970                                                    | 100 %                                                      |
|                                                            | Les Démocrates conservent                                  |                                                            |                                                            |                                                            |